# 콜리아볼투르노
콜리아볼투르노(이탈리아어: Colli a Volturno)는 이탈리아 몰리세주 이세르니아도의 코무네다. 캄포바소로부터 서쪽 45km 이세르니아 서쪽 11km 거리에 있다.